# Xie Siyi
Xie Siyi (kinesiska: 谢思埸), född 28 mars 1996, är en kinesisk simhoppare.

## Karriär
Xie Siyi blev världsmästare individuellt på 1 meter vid världsmästerskapen i simsport 2015 och på 3 meter vid världsmästerskapen i simsport 2017.
Vid OS i Tokyo 2021 tog Xie guld i hopp från 3 meter samt guld tillsammans med Wang Zongyuan i parhoppning från 3 meter.
Vid VM 2024 i Doha tog han silver i hopp från tremeterssvikten.